# 塔瓦圖伊湖
57°8′0″N 60°10′59″E / 57.13333°N 60.18306°E

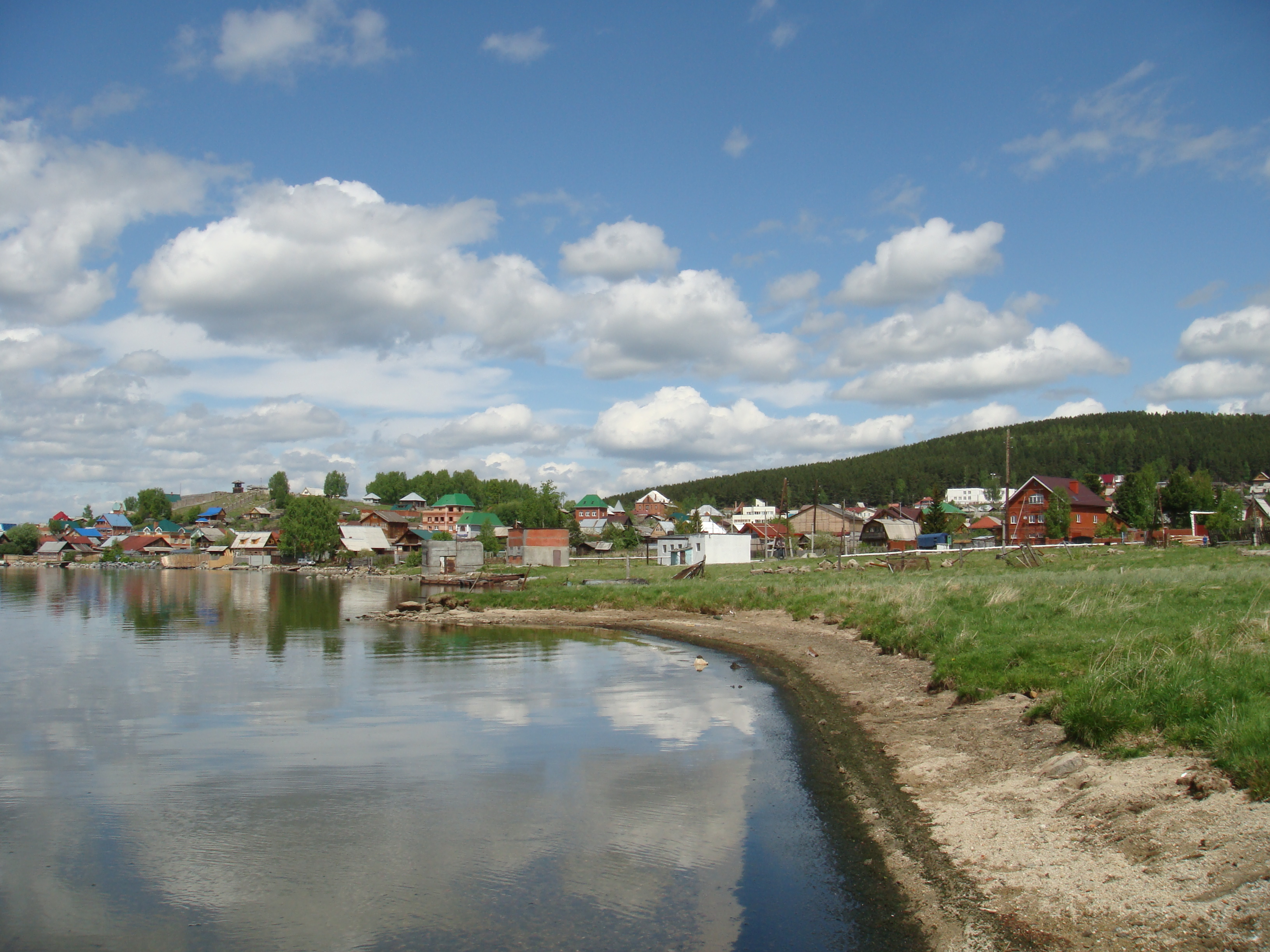

塔瓦圖伊湖（俄语：Таватуй），是俄羅斯的湖泊，位於該國中西部斯維爾德洛夫斯克州，長10公里、寬3.5公里，面積21.2平方公里，海拔高度263.5米，平均水深5米，最大水深9米。